# Louder Than War
Louder Than War: Manic Street Preachers Live in Cuba é o terceiro álbum de vídeo da banda galesa de rock Manic Street Preachers, lançado em 11 de setembro de 2001. Gravado para cinco mil pessoas no Karl Marx Theatre, na cidade de Havana, em Cuba, o show foi o primeiro espetáculo de uma banda mundialmente notória em território cubano desde a Revolução Cubana.
Com várias canções do álbum Know Your Enemy (2001), o trabalho também apresenta canções dos discos anteriores. Um dos destaques da gravação é a presença do então presidente de Cuba Fidel Castro entre o público. O político acabou inspirando o título do álbum, em uma conversa com os integrantes. Na ocasião, Nicky Wire disse: "O show de hoje à noite pode ser um pouco alto". Fidel, então, questionou: "Mais alto do que a guerra?".

## Faixas
1. 'Found That Soul'
2. 'Motorcycle Emptiness'
3. 'Kevin Carter'
4. 'Ocean Spray'
5. 'If You Tolerate This Your Children Will Be Next'
6. 'Let Robeson Sing'
7. 'The Year of Purification'
8. 'Baby Elián'
9. 'Miss Europa Disco Dancer'
10. 'Wattsville Blues'
11. 'You Love Us'
12. 'Motown Junk'
13. 'Australia'
14. 'Rock and Roll Music'

Bônus
1. 'So Why So Sad'
2. 'A Design for Life'
3. 'The Masses Against the Classes'
4. 'You Stole the Sun from My Heart'
5. 'Raindrops Keep Falling on My Head'
6. 'Freedom of Speech Won't Feed My Children'

## Ficha técnica
- James Dean Bradfield – vocais, guitarras, baixo e violão
- Sean Moore – bateria
- Nicky Wire – baixo, guitarra e vocais